# Tony McDaniel
Anthony Dewayne McDaniel (Hartsville, 20 gennaio 1985) è un giocatore di football americano statunitense che milita nel ruolo di defensive tackle per i San Francisco 49ers della National Football League (NFL). Al college ha giocato a football all’Università del Tennessee.

## Carriera professionistica

### Jacksonville Jaguars
Dopo non essere stato scelto nel Draft NFL 2006, McDaniel firmò coi Jaguars. Nella sua stagione da rookie disputò 11 partite, mettendo a segno 21 tackle e un sack. Perse le ultime cinque gare a causa di un infortunio all'anca. Nella stagione 2008 disputò le sue prime tre gare come titolare.

### Miami Dolphins
Il 19 marzo 2009, McDaniel fu scambiato coi Miami Dolphins per una scelta del settimo giro del Draft NFL 2009. In tre stagioni in Florida disputò 54 partite, due sole come titolare, mettendo a segno 7 sack totali.

### Seattle Seahawks
Il 28 marzo 2013, McDaniel firmò un contratto annuale coi Seattle Seahawks. Nella prima gara della stagione 2013, vinta contro i Carolina Panthers, McDaniel recuperò un fondamentale fumble forzato da Earl Thomas su DeAngelo Williams e mise a segno 5 tackle. Il primo sack stagionale lo mise a referto nella settimana 4 contro gli Houston Texans e il secondo nella settimana 7 contro gli Arizona Cardinals. La sua stagione regolare si concluse con 53 tackle disputando tutte le 16 partite come titolare, tutte tranne una come titolare.
Il 2 febbraio 2014, nel Super Bowl XLVIII contro i Denver Broncos, Seattle dominò dall'inizio alla fine della partita, vincendo per 43-8. McDaniel si laureò campione NFL mettendo a segno un tackle in una gara in cui la difesa di Seattle annullò l'attacco dei Broncos che nella stagione regolare aveva stabilito il record NFL per il maggior numero di punti segnati.
Il 12 marzo 2014, McDaniel firmò un rinnovo biennale con i Seahawks del valore di 6,3 milioni di dollari. Nella prima gara della nuova stagione, dopo che il compagno Michael Bennett mise subito a segno un sack su Aaron Rodgers, forzando un fumble, Tony placcò Derek Sherrod nella end zone dando luogo a una safety. La sua annata si chiuse con 31 tackle in 16 presenze, 14 delle quali come titolare. I Seahawks tornarono al Super Bowl ma questa volta furono sconfitti dai Patriots. Il 2 agosto 2015, McDaniel fu svincolato per liberare spazio salariale dopo il rinnovo milionario di Russell Wilson.

### Tampa Bay Buccaneers
Il 10 agosto 2015, McDaniel firmò un contratto annuale con i Tampa Bay Buccaneers, terminando la sua annata con 25 tackle e un sack.

### Ritorno ai Seahawks
Il 16 agosto 2016, McDaniel firmò per fare ritorno ai Seahawks.

## Palmarès

### Franchigia
- Super Bowl : 1

Seattle Seahawks: Super Bowl XLVIII
- National Football Conference Championship: 2

Seattle Seahawks: 2013, 2014